# 白描手法

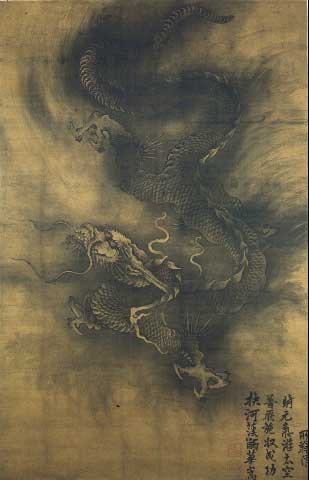
南宋陳容的《雲龍圖》

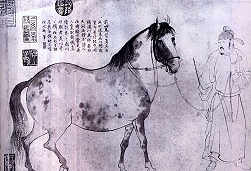
北宋李公麟的《五馬圖》

白描是純以筆勾勒線條而不設色或渲染水墨來描繪景物或形象的一種中國繪畫形式。白描是中國畫的基礎訓練之一，乃訓練造型能力一個必需的過程。國畫大師潘天壽說：「吾國繪畫，以筆線為間架，故以線為骨。骨需有骨氣；骨氣者，骨之質也，以此為表達對象內在生活力之基礎。」在眾多國畫形式中，白描畫最能表達出這一種特點。白描也是文學表現手法之一，是只用線條勾勒出事物的特徵的手法。中國亦有不少文學作品採用白描手法。

## 技法
白描畫法以墨線描繪物體而不著顏色。白描畫法以線條為主，也可渲染淡墨。畫線條時，要使筆墨結合形相的特質，筆法的轉折頓挫，線條的粗細濃淡，皆要以所表現物件的質感或特色為依歸，譬如以較細較淡的線條畫花瓣，容易表現出其嬌嫩柔軟；以較粗較濃的線條畫葉與枝梗，較易表現其硬而厚的質感；以略乾且下筆、收筆皆虛的細線條畫禽鳥的羽毛，較易表現羽毛蓬鬆而柔軟的感覺。
白描有單鉤和複鉤兩種。用線一次畫成的叫單鉤。單勾有用一色墨鉤成的，也有根據不回物件用濃淡兩種墨鉤成的，例如花用淡墨鉤，葉用濃墨鉤。複鉤是先用淡墨完全鉤好，然後根據具體情況決定複鉤一部分或全部。複鉤的線不能依原路的線刻板地重疊鉤一道。複鉤的目的是加重質感和濃淡的變化，使物象顯得更有神采。白描是用線條、用墨線濃淡、粗細、虛實、輕重、剛柔、曲直的表現技法。
在白描畫中，線條的優劣是一幅畫成敗的主要關鍵。白描畫運筆宜以中鋒為主，用筆的壓度和速度要均匀，鉤出的筆線要有「外柔內剛」的效果，力量要涵蓄在內，不宜顯露於外；缺乏涵蓄的筆墨，不耐久看。鋒芒過多、力量外露都容易表現出一種霸悍的氣象，有時尚可減低某些花卉、禽鳥的美感，故白描畫的線條要「寓剛建於婀娜中」。
到了明嘉慶年間，鄒得中總括前人豐富的創作經驗，在其著作《繪畫發蒙》中，提了「十八描」的說法，這十八種描法是：行雲流水描、高古游絲描、鐵絲描、柳葉描、琴弦描、螞蝗描、混描、橛頭釘描、曹衣描、釘頭鼠尾描、折蘆描、減筆描、戰筆水紋描、竹葉描、橄欖描、蚯蚓描、棗核描、枯柴描。
以上十八種描法是古人根據當時的服裝（大都是寬袍大袖）領略出，有些是唐朝以前就可以見到，有些則是後來逐漸添加的，然而這十八描並不是包羅前人所有的描法，也有人主張簡化為五種，或合併為三大類。擅長白描人物的當代畫家董夢梅先生則指出十八以線條描法的形狀命名，並不妥當。他針對用筆的方法，提出了「用筆十法」，即：懸針筆法、抽絲筆法、自由筆法、鐵絲筆法、來無影去無蹤（雙尖筆法）、連接比法、拖拉筆法、擅斗筆法、跳躍筆法、倒插筆法。以上董夢梅先生細分的十種用筆方法，有些也適用於白描花鳥畫中。

## 發展
白描畫法是人類最早，最簡潔的繪畫表現形式。以白描法表現畜獸的畫跡，除了戰國楚墓出土的兩幅帛畫（《人物龍鳳》及《人物御龍》）外，漢代壁畫及魏晉磚畫中也常見，當時畫家已經能熟練的運用各種不同快慢、輕重的線條。
白描畫在唐以前稱之為「白畫」，也有人稱之為「線描」，指單以墨線描繪物體形象的繪畫方式，強調線條的運用，在線條的變化中表現其韻律與美感，是以骨法用筆為理論基礎。早期的白描畫，其線描技法以均勻流暢的線條為主，到了唐朝吳道子，才能把白描線條發展到有粗細輕重的變化，能生動的表現衣摺的動感與厚度感。
到了宋代，一般士大夫多受理學及禪宗思想的影響，喜愛清真淡雅的畫法，李公麟的白描畫風，正符合他們的興趣而盛行一時。
白描畫在明清後並沒有太大的變化甚至勢微。

## 代表名家
唐代吳道子的畫作筆簡神全，意氣豪放。他的作品《送子天王圖》為白描畫、水墨畫的出現和發展奠定了基礎。他的線描行筆磊落、氣勢豪放，人物的衣裝飄帶有隨風飄拂之感。
宋代李公麟，發揮了古代傳統繪畫線描作用，創造了白描技法。他畫的線條健拔卻又粗細濃淡，構圖堅實穩秀而又靈動自然，畫面簡潔精練，但富有變化；題材廣及人物、鞍馬、山水、花鳥，既有真實感，又有文人情趣，而且所作皆不著色，被稱作「白描大師」。他的《五馬圖》落筆輕重起伏如應節奏，將馬的骨、肉、鬃尾等質感以及馬的神態表現得相當生動，可說是最擅長運用線條的畫家。
南宋陳容的《雲龍圖》以略為粗獷而顫動的筆法，配合水墨渲染，把中國神話中想像出的動物，表現得極具神秘感。此外，元代錢選、明代陳洪綬的白描畫都很成功。
現代的有國學大師饒宗頤。他的人物畫取法白畫之白描畫法，于李龍眠、仇十洲、陳老蓮諸家之外，開一新路，影響頗大。張大千評價說︰「饒氏白描,當世可稱獨步。
」